# Big Whiskey and the Groogrux King
Big Whiskey and the Groogrux King er et album med Dave Matthews Band, som udkom 2. juni 2009. Albummet indeholder tretten sange, som blev sammensat over 3 år. Da gruppens saxofonist LeRoi Moore døde i 2008, forsøgte gruppen på albummet at bibeholde flest mulige sekvenser optaget med ham fra før hans død. Således er indledningsnummeret "Grux" et solostykke med Moore. Den første single udkom 14. april 2009 og hedder "Funny The Way It Is".
Albummet er også udgivet som vinylplade, hvilket var noget nyt fra Dave Matthews Bands side i forhold til de tidligere album. Hvis man forudbestilte albummet, fik man automatisk en gratis Live Trax 15 fra Alpine Valley Music Theatre, East Troy, WI. Live Trax 15 er en del af Live Trax (DMB) serien som Dave Matthews Band har udgivet ca. 2-3 af hvert år. Det er live-udgivelser fra shows, som har været helt specielle.

## Numre
1. "Grux"
2. "Shake Me Like A Monkey"
3. "Funny The Way It Is"
4. "Lying In The Hands Of God"
5. "Why I Am"
6. "Dive In"
7. "Spaceman"
8. "Squirm"
9. "Alligator Pie (Cockadile)"
10. "Seven"
11. "Time Bomb"
12. "My Baby Blue"
13. "You And Me"

Big Whiskey and the Groogrux King har også en B-side. Den består af fire ekstra numre, som kun kunne fås, hvis man forudbestilte gennem Dave Matthews Bands webshop. Der er tale om følgende numre:
1. "#27"
2. "Beach Ball"
3. "Little Red Bird"
4. "Write A Song"